# 環I氣泡
環I氣泡是銀河系獵戶臂星際物質（ISM）中的一個空腔。從我們太陽的角度來看，它位於銀河系的中心方向。兩個明顯的通道將本地泡和環I氣泡腔（豺狼座通道）連接起來。環I氣泡是一個超級外殼。
環I氣泡位於距離太陽大約100 秒差距或330 光年的地方。環I氣泡是由距離太陽約500光年的超新星和恆星風在天蠍-半人馬星協中創造的。環I氣泡包含恆星心宿二（天蠍座α）。幾個通道將本地泡的腔體與環I氣泡連接起來，稱為"豺狼座通道"。